# Amy Livran
Amy Livran (1966) è un'ex sciatrice alpina statunitense.

## Biografia
Slalomista pura, la Livran ottenne l'unico piazzamento in Coppa del Mondo il 19 marzo 1985 a Park City (12ª) e ai Campionati statunitensi vinse la medaglia d'argento nel 1985; non prese parte a rassegne olimpiche né ottenne piazzamenti ai Campionati mondiali.

## Palmarès

### Coppa del Mondo
- Miglior piazzamento in classifica generale: 75ª nel 1985

### Campionati statunitensi
- 1 medaglia (dati parziali, dalla stagione 1984-1985):
  - 1 argento (slalom speciale[2] nel 1985)